# Measham
Measham – wieś w Anglii, w hrabstwie Leicestershire. Leży 27 km na zachód od miasta Leicester i 164 km na północny zachód od Londynu.